# 林蔚
林蔚（1889年—1955年8月2日），字蔚文，男，浙江黃巖人，中华民国军事人物，陸軍二級上將。江南陸師學堂暨陸軍大學第四期畢業。曾任浙軍第一師參謀長。

## 生平

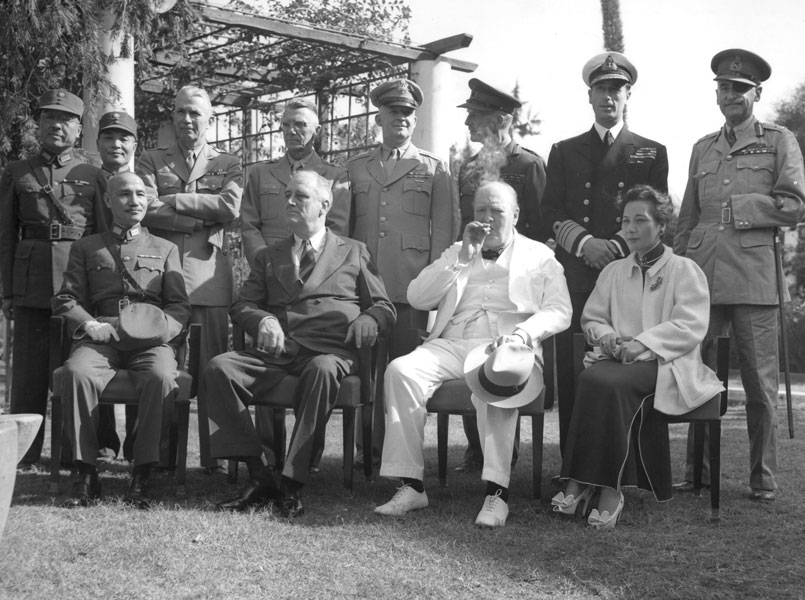
前排依序:中華民國國民政府軍事委員會委員長蔣中正、美國總統羅斯福、英國首相丘吉尔、中國蔣宋美齡。後排依序：中國的商震與林蔚；美國的布里恩·薩默維爾、約瑟夫·史迪威、亨利·阿諾德；與英國的約翰·格瑞爾·迪爾、路易斯·蒙巴頓、阿德里安·卡爾東·德維亞爾，攝於1943年11月25日（這張是三國與會將領，也就是軍服組的合照。另有一張三國與會外交文官，也就是西服組的合照）

民國15年後，歷任國民革命軍總司令部警備第一師參謀長、第七軍參謀長、陸海空軍總司令部參謀處長、參謀本部廳長、國民政府軍事委員會辦公廳副主任，銓敘廳廳長。
抗日戰爭爆發後，任第一戰區參謀長、軍令部次長、桂林行營參謀長、桂林辦公廳副主任。曾率參謀團赴緬甸，協助盟軍作戰；並兩度出任侍從室主任。抗戰勝利後，任國防部次長、參謀次長、代參謀總長、監察委員、戰略顧問委員會戰略顧問、東南軍政副長官。1949年去臺灣在軍事上襄助陳誠，1950年晉升二級上將，1953年任中華民國總統府國策顧問，1955年8月2日午後10時20分因心臟病病逝於臺北中心診所，年76歲。身後由國防會議祕書長周至柔邀集林蔚生前好友組織治喪委員會處理後事，安葬於六張犁極樂公墓。

## 评价
林蔚細緻縝密，慎言慎行，蔣中正主持會報的時候，林蔚從日記簿照本宣讀報告，有條有理，既細微周延，也能控制時間，素為蔣中正所倚重的幕僚型人才；亦與陳誠相善，並被認為是陳誠的四大金剛之一。

## 著作
他的日記坊間已出版：林蔚原著，蘇聖雄主編，《林蔚文抗戰遠征日記（1941）（1942）》，臺北：民國歷史文化學社，2019。